# شجاعیه
شجاعیه (به عربی: الشجاعية) منطقه‌ای در نواز غزه است و جمعیت آن در حدود یکصد هزار نفر برآورد می‌شود. این منطقه در حملات اسرائیل به نوار غزه در سال ۲۰۱۴ شاهد کشتار ده‌ها تن از غیر نظامیان توسط ارتش اسرائیل بود.